# 缅甸黄檀
缅甸黄檀（学名：Dalbergia burmanica）为豆科黄檀属下的一个种。

## 扩展阅读
- 維基物種上的相關：缅甸黄檀